# Association générale des producteurs de blé
L'Association générale des producteurs de blé, ou AGPB, est une des associations spécialisées de la FNSEA. Elle regroupe les producteurs de blé et autres céréales de la FNSEA.
Elle a fondé depuis peu avec l'AGPM (Association Générale des Producteurs de Maïs) et la FOP (Fédération des producteurs d'Oléo-Protagineux) une Union dénommée ORAMA.

## Histoire
Au lendemain de la Première Guerre mondiale, le contrôle des importations devient le levier principal de la politique céréalière nationale. L'Association des producteurs de blé des régions Nord et parisienne (APBRNP) fédère 13 départements parmi les plus gros producteurs de blé qui pèsent 31 % des récoltes françaises et devient l’Association générale des producteurs de blé (AGPB) en mai 1924. Ses fondateurs sont fortement engagés dans des actions techniques : René Aubergé, premier président de l’AGPB (1924-1926), Georges Rémond, deuxième président de l'AGPB (de 1927 à 1934), comme Pierre Hallé, premier secrétaire de l'AGPB, sont tous trois d’anciens élèves de l'Institut national agronomique, facilitant ainsi les relations de travail avec les responsables des Services agricoles dans les départements.
De 1985 à 2005, son président a été Henri de Benoist.
L'AGPB est présidée depuis février 2019 par Eric Thirouin.